# Bassekou Diabaté
Bassekou Diabaté (* 15. April 2000 in Bamako) ist ein malischer Fußballspieler.

## Karriere

### Verein
Bassekou Diabaté erlernte das Fußballspielen beim malischen Hauptstadtverein Yeelen Olympique, wo er 2020 die Vizemeisterschaft in der Première Division feiern konnte. Im Juni 2021 wurde der Mittelstürmer an den Erstligisten Lechia Gdańsk nach Polen verliehen. Am 2. August 2021 (2. Spieltag) debütierte Diabaté in der Ekstraklasa beim 1:0-Heimsieg gegen Wisła Płock, als er in der zweiten Halbzeit eingewechselt wurde und bis zur Winterpause auf weitere 16 Ligaeinsätze kam. Anfang 2022 wurde er von dann von Lechia Gdańsk fest verpflichtet und kam dort zu insgesamt 25 Erstligaspielen sowie einem Einsatz in der 1. Qualifikationsrunde zur UEFA Europa Conference League gegen FK AP Brera Strumica (2:1) aus Nordmazedonien. Im Sommer 2023 wurde Diabaté an den norwegischen Zweitligisten FK Jerv abgegeben und ein halbes Jahr später nahm ihn dann Ligarivale Stabæk Fotball unter Vertrag. In der Saison 2024 kam er dort auf 16 Treffer in 22 Ligaspielen, der Verein verpasste dennoch knapp die Aufstiegsrunde zur Ersten Liga.

### Nationalmannschaft
Am 16. Januar 2021 debütierte Diabaté für die malische A-Nationalmannschaft in der Gruppenphase gegen Burkina Faso (1:0) bei der afrikanischen Nationenmeisterschaft in Kamerun. Dort kam der Mittelstürmer in allen sechs Partien zum Einsatz, die Auswahl verlor am Ende das Finale gegen Marokko mit 0:2 und seitdem wurde er nicht mehr nominiert.